# Isidoro Isolani
Isidoro Isolani (Milano, 1480 circa – Milano, 1528) è stato un teologo italiano.

## Biografia
Isidoro Isolani nacque probabilmente a Milano; la data di nascita si può ricavare da quella della morte della beata Veronica da Binasco, di cui scrisse la biografia, dicendo che fosse morta nel 1497 mentre lui era adolescente.
Verso la fine del XV secolo entrò nel convento di Santa Maria delle Grazie dell'Ordine dei frati predicatori. La sua formazione teologica comprese lo studio delle Sentenze di Pietro Lombardo secondo il commento di Giovanni Caprèolo, della Summa contra gentiles di san Tommaso d'Aquino, ma anche lo studio di matematica e di lettere profane.
Ancora ventenne, fu autore dei trattati De immortalitate animi humani e Libellus adversus magos, a cui seguirono l'Explanatio immortalitatis humani animi secundum phylosophos e l'Opus de veritate conceptionis Immaculatae Virginis Matris Dei Mariae ex doctrina Ioannis Scoti ac divi Bonaventurae.
Fu insegnante in diversi conventi del suo ordine, fra cui quelli di Pavia, Cremona, Fontanellato e Bologna.
La sua opera più celebre la Summa de donis s. Ioseph, importante per la devozione a San Giuseppe, che rifiorì verso la fine del XIX secolo, trovando in questo trattato una fonte d'ispirazione. Importante anche il trattato teologico De imperio militantis Ecclesiae, diviso in quattro libri, di dieci titoli ciascuno, in cui esamina il magistero della Chiesa, i fondamenti dell'autorità pontificia, i rapporti tra il papa e i concili ecumenici e si conclude presentando la venuta dell'anticristo e il giorno del giudizio, tema a cui si dedicò anche nell'ultima sua opera, il Tractatus de futura nova mundi mutatione. La Revocatio Martini Lutherii, pubblicata anonima, è uno dei primi trattati antiluterani, che tuttavia mostra di non aver compreso tutta la portata delle tesi di Lutero, a cui sono indirizzate dieci Persuasiones. Tornerà alla polemica antiluterana anche nel trattato  Disputationes, in cui espone la dottrina cattolica sull'inferno, sul purgatorio, sui meriti delle anime del purgatorio e sulle indulgenze.
La data precisa della sua morte rimane oscura, ma sarebbe da collocare tra il 22 aprile e il 9 luglio 1528 nel convento di Santa Maria delle Grazie.

## Opere
- De immortalitate animi humani (1505)
- Libellus adversus magos (1506)
- Explanatio immortalitatis humani animi secundum phylosophos (1509)
- Opus de veritate conceptionis Immaculatae Virginis Matris Dei Mariae ex doctrina Ioannis Scoti ac divi Bonaventurae (1510)
- In Averroistas de aeternitate mundi libri quatuor (1513)
- De velocitate omnium motuum fr. Alberti de Saxonia (1513)
- De imperio militantis Ecclesiae (1518)
- Inexplicabilis mysterii gesta beatae Veronicae Virginis praeclarissimi Monasterii Sanctae Martae urbis Mediolani (1518)
- De patriae urbis laudibus panegyricus (1519)
- Revocatio Martini Lutherii Augustiniani ad Sanctam Sedem (1519, anonimo)
- Divinum epitoma quaestionum in IV libros sententiarum a principe Thomistarum Ioanne Capreolo O.P. disputatarum (1521)
- Summa de donis s. Ioseph (1522)
- Disputationes (1522)
- Expositio psalmi LXXVII (1523)
- Tractatus de futura nova mundi mutatione (1523)